# Emilie Hopmann
Emilie Hopmann (* 24. Februar 1845 in Neuwied als Emilie Hoestermann; † 12. August 1926 in Godesberg) war die Gründungsvorsitzende des Katholischen Deutschen Frauenbundes (KDFB).
Hopmann besuchte die Höhere Mädchenschule in Köln. Sie war Mutter von acht Kindern, darunter Elisabeth Hopmann, und Ehefrau des Kölner Arztes und Geheimrates Karl Hopmann (1841–1925). Zwischen 1903 und 1912 war sie Vorsitzende des KDFB. 1910 erhielt sie von Papst Pius X. die Medaille Pro Ecclesia et Pontifice in Gold. 1912 wurde sie zur Ehrenpräsidentin des Frauenbundes gewählt.
Hopmann starb 1926 im Alter von 81 Jahren. Die Familiengrabstätte befindet sich auf dem Kölner Melaten-Friedhof.